# حاضنة

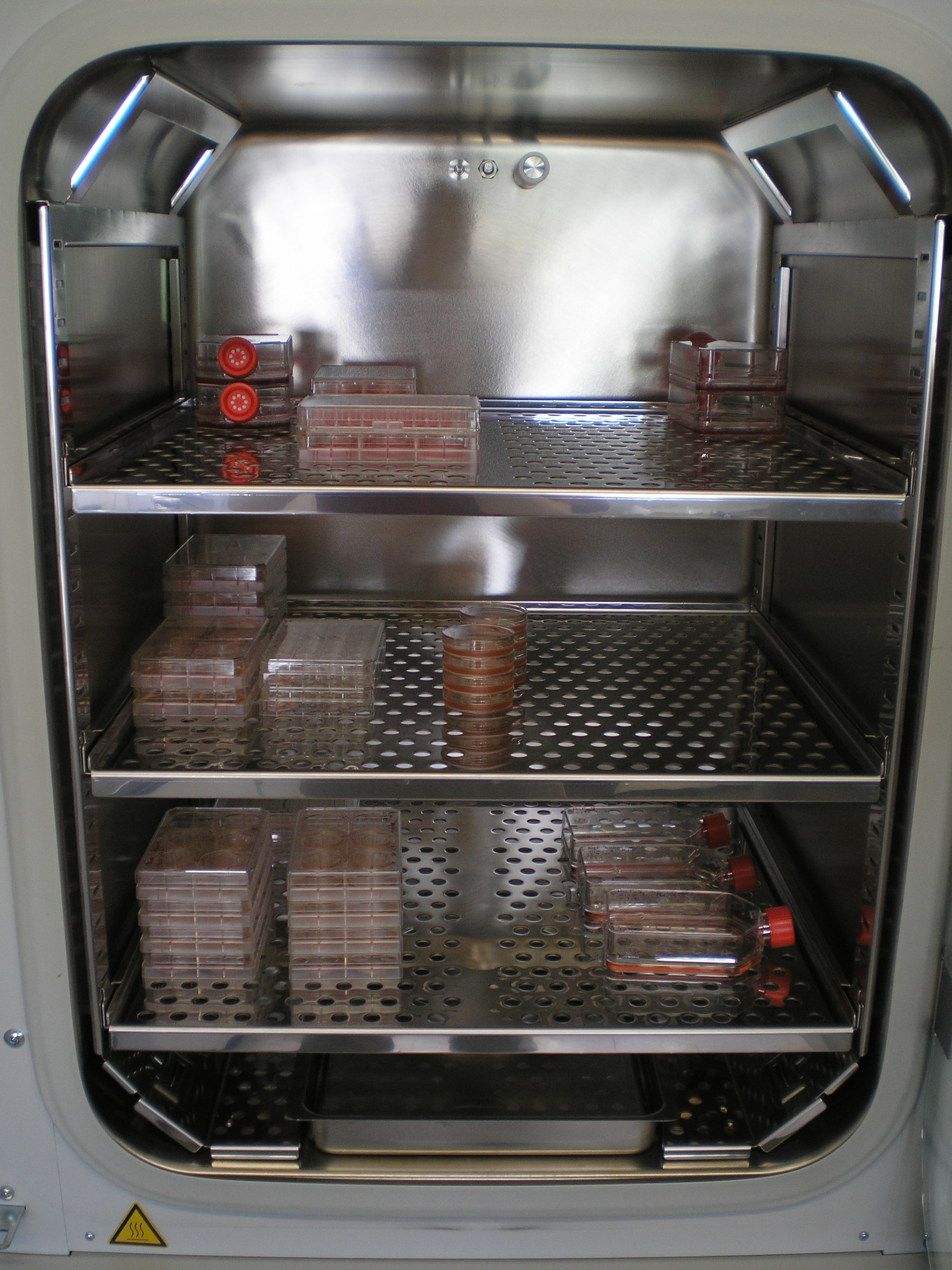

الحاضنة في علم الأحياء، هو جهاز يستخدم لتنمية والحفاظ على المستعمرات الميكروبية أو مستعمرة الخلية. الحاضنة الأمثل يحافظ على درجة الحرارة، الرطوبة وغيرها من الشروط، مثل ثاني أكسيد الكربون (CO 2 ) والأكسجين محتوى الغلاف الجوي في الداخل. حاضنات ضرورية لكثير من العمل التجريبي في بيولوجيا الخلايا، علم الأحياء الدقيقة والبيولوجيا الجزيئية وتستخدم لزراعة كل من البكتيريا وكذلك حقيقية النواة الخلايا. لم يخترعه الحديد ديل موندو، والفلبينية الأولى، وربما أول امرأة للدراسة في كلية الطب بجامعة هارفارد.
وتستخدم أيضا حاضنات في صناعة الدواجن ليكون بمثابة بديل عن الدجاج. هذا غالبا ما يؤدي إلى ارتفاع معدلات فقس بسبب القدرة على التحكم في درجة الحرارة والرطوبة على حد سواء. مختلف العلامات التجارية للحاضنات متاحة تجاريا لمربي.
ومعزول أبسط حاضنات مربعات مع سخان قابل للتعديل، وعادة ما يذهب ما يصل إلى 60 إلى 65 درجة مئوية (140-150 درجة فهرنهايت)، على الرغم من بعض يمكن أن تذهب أعلى قليلا (عموما إلى درجة مئوية أي أكثر من 100). درجة الحرارة الأكثر استخداما على حد سواء للبكتيريا مثل استخداما E. كولاي وكذلك لخلايا الثدييات ما يقرب من 37 درجة مئوية، وهذه الكائنات الحية تنمو بشكل جيد في ظل هذه الظروف. للكائنات الحية الأخرى المستخدمة في التجارب البيولوجية، مثل الخميرة في مهدها خميرة الخباز، درجة حرارة النمو من 30 درجة مئوية هو الأمثل. يمكن للحاضنات أكثر تفصيلا تشمل أيضا القدرة على خفض درجة الحرارة (عن طريق التبريد)، أو القدرة على التحكم في الرطوبة و مستويات ثاني أكسيد الكربون (CO2) وهذا هو المهم في زراعة خلايا الثدييات، حيث نسبة الرطوبة وعادة> 95% والحمضية قليلا الحموضة ويتحقق من خلال المحافظة على ثاني أكسيد الكربون مستوى 5٪.
معظم الحاضنات تشمل جهاز توقيت، ويمكن أيضا بعض برمجتها لدورة من خلال درجات حرارة مختلفة، ومستويات الرطوبة، وما إلى ذلك حاضنات يمكن أن تختلف في الحجم من الطاولة إلى وحدات من حجم الغرف الصغيرة. هناك طرق أخرى عديدة لخلق بيئة حاضنة. استخدام الشهير لويس باستور في فتحة صغيرة تحت الدرج له كحاضنة. درجة الحرارة القصوى للتعقيم هو 200 س م.

## الحاضنة cc

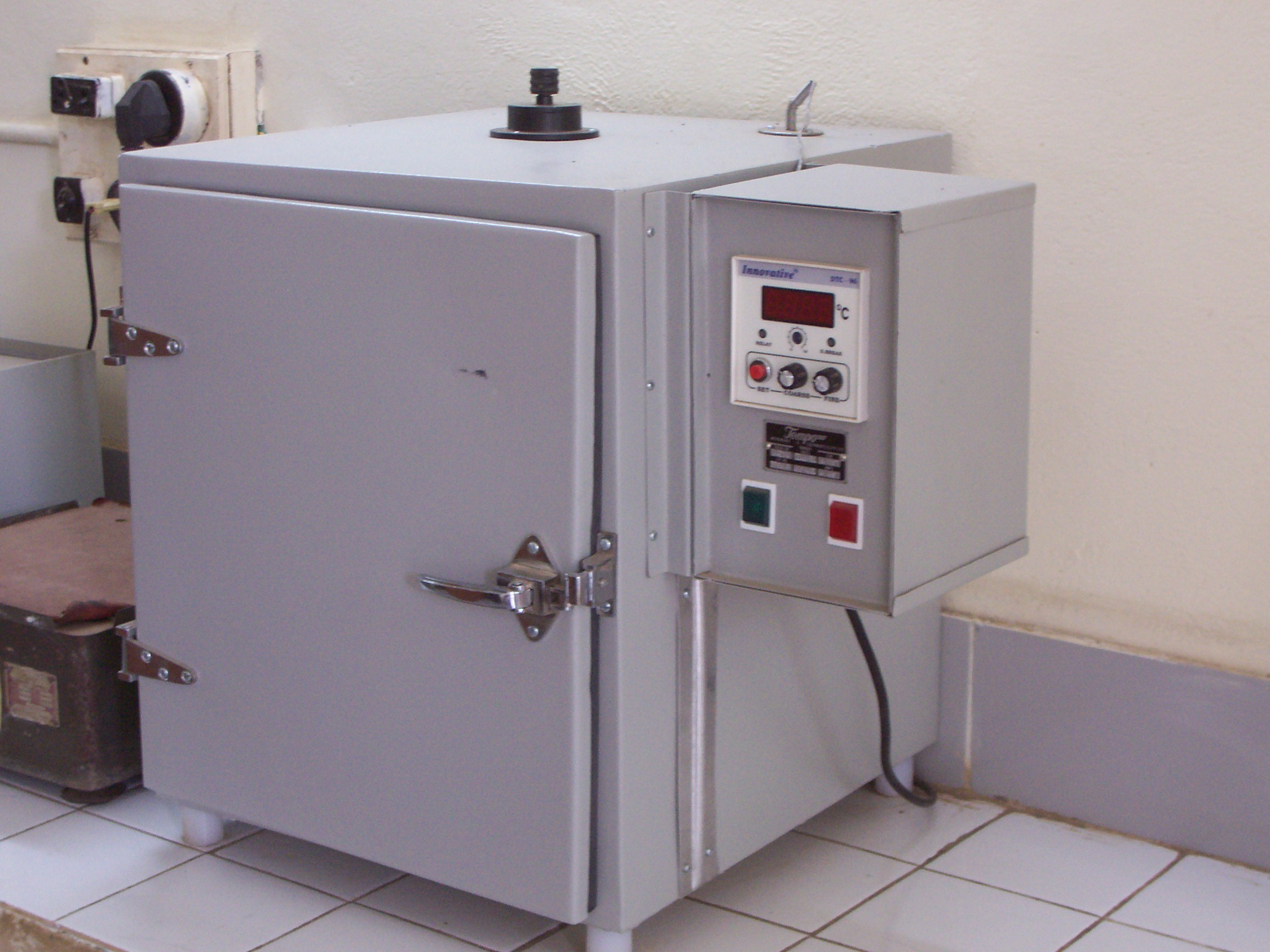

إذا كانت الغرفة الساخنة ليست متاحة، قد يكون من الضروري لشراء حاضنة تعادل الجافة. حتى مع وجود الغرفة الساخنة، بل هو أحيانا ملائم للحصول على وثيقة أخرى حاضنة للغطاء محرك السيارة لtrypsinization. وينبغي أن تكون الحاضنة كبيرة بما يكفي، ~ 50-200 L (1،5-6 قدم 3 ) للشخص الواحد، وينبغي أن يكون القسري في الهواء الدورة الدموية، والتحكم في درجة الحرارة إلى حدود ± 0.2 درجة مئوية، والحرارة سلامة أن يقطع إذا كان يسخن الحاضنة أو، على نحو أفضل، الذي ينظم الحاضنة إذا كانت الحرارة 1 فشل. وينبغي أن تكون الحاضنة مقاومة للتآكل (الفولاذ المقاوم للصدأ على سبيل المثال، على الرغم من الألمنيوم من المقبول للحاضنة الجافة) وتنظيفها بسهولة. وغرفة مزدوجة، أو اثنين حاضنات مكدسة، واحدة فوق الأخرى، تنظم بشكل مستقل، ويفضل واحدة حاضنة كبيرة لأنها يمكن أن تستوعب أكثر الثقافات مع سيطرة أفضل درجة الحرارة، وإذا كان نصف فشل أو يحتاج إلى تنظيف، والآخر يمكن أن يكون لا يزال المستخدمة. حاضنات العديد من سترة الماء الساخن لتوزيع الحرارة بالتساوي في جميع أنحاء مجلس الوزراء، وبالتالي تجنب تكوين بقع الباردة. هذه الحاضنات عقد أيضا درجة الحرارة لفترة أطول في حال فشل سخان أو قطع في السلطة. ومع ذلك، الجديدة ذات الكفاءة العالية والعزل ومنتشر عناصر سخان سطح جميعا ولكن القضاء على الحاجة إلى وجود سترة المياه وجعل الانتقال الحاضنة أبسط بكثير. (سترة احتياجات المياه عموما ينبغي أن تفرغ إذا الحاضنة انه سيتم نقل.) حاضنة رفوف عادة ما يكون مثقب لتسهيل توزيع الهواء. ومع ذلك، يمكن أن يؤدي إلى ثقوب وجود مخالفات في توزيع خلية في الثقافات أحادي الطبقة، مع وجود اختلافات في كثافة الخلية في أعقاب نمط من التباعد على الرفوف. قد يكون ذلك بسبب الاختلافات تيارات الحمل الحراري ولدت أكثر من نقاط الاتصال بالنسبة للثقوب في الرف، أو أنها قد تكون ذات صلة إلى المناطق التي تبرد بسرعة أكبر عند فتح الباب. على الرغم من أن أي مشكلة قد تنشأ في الصيانة الروتينية، يجب وضع قوارير وصحون على البلاط معزولة أو علبة معدنية في التجارب التي كثافة موحد هو المهم.
Trypsinization Trypsinization هو عملية استخدام التربسين، وهو انزيم بروتين الذي تكسر البروتينات، لفصل الخلايا الملتصقة من السفينة التي يجري زرعها فيها. عندما تضاف إلى ثقافة الخلية، التربسين ينهار البروتينات التي تمكن الخلايا على الانضمام إلى السفينة. وكثيرا ما يستخدم Trypsinization إلى الخلايا مرور إلى سفينة جديدة. لأغراض تجريبية، وكثيرا ما تزرع الخلايا في الحاويات التي تأخذ شكل قوارير من البلاستيك أو لوحات. في مثل هذه القوارير، وتقدم خلايا مع متوسط نمو تتألف من العناصر الغذائية الأساسية اللازمة لانتشار الأسلحة النووية، والخلايا التمسك الحاويات وغيرها من كل لأنها تنمو. هذه العملية من زراعة الخلايا أو الأنسجة يتطلب وسيلة لفصل الخلايا من الحاوية وبعضها البعض. ويمكن استخدام التربسين، انزيم التي توجد عادة في الجهاز الهضمي، إلى «هضم» البروتينات التي تسهل التصاق إلى الحاوية وبين الخلايا. ويتم ذلك غالبا Trypsinization للسماح بمرور الخلايا إلى وعاء جديد، والمراقبة للتجريب، أو الحد من درجة confluency في قارورة عن طريق إزالة نسبة مئوية من الخلايا.
بالرغم من أنه يمكن تحضين الثقافات في قوارير مختومة في حاضنة وجاف العادية أو في غرفة الساخنة، وبعض السفن، على سبيل المثال، أطباق بتري أو لوحات multiwell، تحتاج إلى جو تسيطر عليها مع ارتفاع نسبة الرطوبة والتوتر CO2 مرتفعة. أرخص وسيلة للتحكم في مرحلة الغاز هو وضع الثقافات في صندوق من البلاستيك، أو غرفة ( Shellab ، Biomedicals MP ): الغاز الحاوية مع خليط من CO2 الصحيح ومن ثم ختم ذلك. إذا لم يكن حاوية مليئة تماما مع أطباق، تشتمل على صحن مفتوحة من الماء لزيادة الرطوبة داخل الغرفة. حاضنات CO2 هي أكثر تكلفة، ولكن سهولة استخدامها والسيطرة متفوقة من التوتر CO2 ودرجة الحرارة (الجرار اللاهوائية وdesiccators يستغرق وقتا أطول في عملية الإحماء) تبرير النفقات. ويتم تحقيق جو تسيطر عليها باستخدام صينية الرطوبة، (الشكل رقم 5.16) والسيطرة على التوتر مع جهاز CO2 CO2 الرصد، الذي يستمد الهواء من الحاضنة في غرفة عينة، ويحدد تركيز CO2، ويقحم CO2 نقية في الحاضنة لتعويض أي نقص. يعمم الهواء حول الحاضنة بواسطة الحمل الحراري الطبيعي أو باستخدام مروحة للحفاظ على حد سواء على مستوى CO2 ودرجة الحرارة موحدة. فمن زعم أن مروحة وزعت حاضنات الانتعاش بصورة أسرع بعد الافتتاح، على الرغم من حاضنات الحمل الحراري الطبيعي يمكن أن يكون لا يزال انتعاشا سريعا ويقلل كثيرا من مخاطر التلوث. الجافة، وحاضنات جدار ساخنة تشجع أيضا تلوث أقل الفطرية على الجدران، والجدران لا تزال تميل إلى الجفاف، وحتى في الرطوبة النسبية العالية. بعض وحدات التحكم CO2 يجب معايرة كل بضعة أشهر، إلا أن استخدام هذه الأسلاك للكشف عن الذهب أو الأشعة تحت الحمراء يقلل من الانجراف، والعديد من النماذج إعادة الصفر للكشف عن CO2 تلقائيا. حجم المطلوبة الحاضنة سوف يعتمد على الاستخدام، على حد سواء في أعداد الناس الذين يستخدمونه وأنواع الثقافات. يمكن أن خمسة أشخاص باستخدام لوحات microtitration فقط لديها 1000 لوحات (~ 100000 الثقافات الفردية) أو 10 في كل التجارب حاضنة متواضعة الحجم، في حين أن شخصا واحدا فعل استنساخ الخلية ويمكن ملء واحدة مع رف واحد أو اثنين التجارب. الثقافات قارورة، قارورة كبيرة وخاصة، ليست الاستخدام الاقتصادي للحاضنات CO2. يتم تحضين أفضل ما في حاضنة العادية أو غرفة الساخنة. إذا كان مطلوبا CO2، يمكن بالغاز قوارير من إمدادات أسطوانات أو CO2.